# Storkow (Brandemburgo)
Storkow (em baixo sorábio: Storkow) é um município da Alemanha, situado no distrito de Oder-Spree, no estado de Brandemburgo. Tem 179,96 km² de área, e sua população em 2019 foi estimada em 9.226 habitantes.